# Julija Nikolić
Julija Nikolić (mazedonisch Јулија Николиќ; ukrainisch Юлія Ігорівна Ніколич, geborene Julija Ihoriwna Portjanko ukrainisch Юлія Ігорівна Портянко; * 20. April 1983 in Dnipropetrowsk, Ukrainische SSR, Sowjetunion; † 12. Oktober 2021 in Skopje oder bei Veles, Nordmazedonien) war eine Handballspielerin. Die gebürtige Ukrainerin spielte unter anderem für den Verein ŽRK Vardar und für die mazedonische Nationalmannschaft.
Nikolić gewann mit Kometal Gjorče Petrov Skopje in den Jahren 2004 bis 2009 sowohl die mazedonische Meisterschaft als auch den mazedonischen Pokal, mit Üsküdar Belediyespor den türkischen Pokal 2010, mit Arvor 29 - Pays de Brest die französische Meisterschaft 2012 sowie mit ŽRK Vardar 2014 und 2015 jeweils die mazedonische Meisterschaft und den mazedonischen Pokal.
Nikolić nahm für Mazedonien an der Handball-Europameisterschaft der Frauen 2008 in Mazedonien teil, wo sie zusammen mit ihrem Team den siebten Platz erreichte.
Am 3. Juni 2012 gab sie ihren Rücktritt aus der Nationalmannschaft bekannt, nachdem sie Mazedonien zur Qualifikation für die Europameisterschaft 2012 geführt hatte. Im November 2012 kehrte sie jedoch wieder in die Nationalmannschaft zurück und nahm für die verletzte Elena Gjorgjievska an der EM 2012 teil. Im Turnierverlauf erzielte sie insgesamt 14 Treffer.
Nach dem Ende ihrer Karriere war sie in Skopje als Unternehmerin tätig. Nach Angaben des Nachrichtenportals plusinfo.mk brach sie auf der Rückreise aus Griechenland in der Nähe der Stadt Veles plötzlich zusammen und starb noch dort. Als Todesursache wurde ein Herzinfarkt angegeben.